# تایرا وایت
تایرا وایت (انگلیسی: Tyra White؛ زادهٔ ۲۳ مارس ۱۹۸۹) بازیکن بسکتبال اهل ایالات متحده آمریکا است.